# Joël Pillard
Joël Pillard, né le 23 juillet 1933 à Châlons-sur-Marne (aujourd'hui Châlons-en-Champagne) et mort le 19 novembre 1986 à Nevers, est un footballeur français.

## Biographie
Pillard commence sa carrière professionnelle en 1953 au RC Paris. À l’orée de sa septième saison à Paris, il est transféré à Angers, autre club de l'élite. 
Après deux saisons pleines, il connaît une saison blanche et ne retrouve pas sa place en 1962-1963. Sa dernière saison au Havre AC, en D2, est un relatif échec, et il arrête là-dessus sa carrière.
Cet attaquant a inscrit 72 buts en 182 matchs de première division.